# アンリ・ピトー
アンリ・ピトー（Henri Pitot、1695年5月3日 - 1771年12月27日）は、フランスの水理学者、土木技師。
ダニエル・ベルヌーイやレオンハルト・オイラーと同時代の科学者である。1723年にパリで科学者のルネ・レオミュール（1683年 - 1757年）の助手となった。翌年フランスのパリ科学アカデミーに加わる。
1725年には内接円を持つ四角形（円に外接する四角形）の向かい合う2組の対辺の長さの和が等しくなることを証明し、この定理はピトーの定理と呼ばれる。
ピトー管の発明は1732年のこと。セーヌ川の流量を計測する仕事をしていたときのものであった。
また、ピトーは橋や堤防の設計にも加わると、フランス南部ガール県ニーム市近郊の古代ローマの水道橋「ポン・デュ・ガール」を補修。さらにピトーは「ポン・デュ・ガール」から構想をとり、ニーム市の南西50キロメートルにサンクレマン水道を設計した。1754年にサンクレマン水道は完成した。